# Comunità montana Appennino Faentino
La comunità montana Appennino Faentino era una comunità montana della provincia di Ravenna che includeva Comuni di Brisighella, Casola Valsenio e Riolo Terme. Ha cessato di esistere fino al 2009 quando fu soppressa e sostituita dall'Unione dei Comuni dell'Appennino Faentino. Dal 1º gennaio 2012 l'Unione dei Comuni si è allargata includendo Faenza, Castel Bolognese e Solarolo prendendo il nome di Unione dei Comuni della Romagna Faentina.
Era costituita dai comuni di:
- Brisighella
- Casola Valsenio
- Riolo Terme